# 펀치 레이디
펀치 레이디는 2007년 공개된 대한민국의 영화이다.

## 배역
- 도지원 : 정하은 역
- 손현주 : 김수현 역
- 박상욱 : 곽주창 역
- 최진리 : 곽춘심 역
- 김지완 : 박성연 역
- 이주실 : 하은 모 역
- 홍성민 : 수현 부 역
- 김병철 : 계성하 역
- 손광업 : 주창 코치 역
- 임대일 : 남철 역